# Tomoka Kuwazoe
Tomoka Kuwazoe (1 de febrero de 1999) es una deportista de Japón que compite en atletismo. Ganó una medalla de plata en el Campeonato Mundial de Atletismo Sub-20 de 2018, en la prueba de lanzamiento de jabalina.